# Kalktuffquellen zwischen Willanzheim und Markt Einersheim
Kalktuffquellen zwischen Willanzheim und Markt Einersheim este o arie protejată (arie specială de conservare — SAC, sit de importanță comunitară — SCI) din Germania întinsă pe o suprafață de 23,48 ha, integral pe uscat.

## Localizare
Centrul sitului Kalktuffquellen zwischen Willanzheim und Markt Einersheim este situat la coordonatele 49°40′58″N 10°17′50″E / 49.6828°N 10.2972°E.

## Înființare
Situl Kalktuffquellen zwischen Willanzheim und Markt Einersheim a fost declarat sit de importanță comunitară în martie 2001 pentru a proteja un număr necunoscut de specii din flora spontană și fauna sălbatică aflate în arealul zonei. Situl a fost protejat și ca arie specială de conservare în aprilie 2016.

## Biodiversitate
Situată în ecoregiunea continentală, aria protejată conține 4 habitate naturale: Pajiști uscate seminaturale și facies de acoperire cu tufișuri pe substraturi calcaroase (Festuco-Brometalia) (* situri importante pentru orhidee), Pajiști cu Molinia pe soluri calcaroase, turboase sau argilos-nămoloase (Molinion caeruleae), Fânețe de joasă altitudine (Alopecurus pratensis, Sanguisorba officinalis), Izvoare petrifiante cu formare de travertin (Cratoneurion).
La baza desemnării sitului se află un număr nedeclarat de specii protejate.